# 中屋俊明
中屋俊明（なかや としあき、1946年 2月- ）は、日本の実業家。元三和シヤッター工業株式会社代表取締役社長、元 常勤監査役、元 三和タジマ株式会社 代表取締役社長、元 株式会社田島順三製作所 代表取締役社長、元 三和ホールディングス株式会社取締役、元 監査役。

## 人物・経歴
1946年2月石川県生まれ。1969年3月千葉商科大学商経学部商学科卒業。1969年3月三和シヤッター工業株式会社入社。1994年4月経営管理本部NS推進部長、1995年4月経営管理本部経営企画部長、1996年経営企画部長、1998年6月取締役、2000年4月業務部長 兼 法務部長、2000年6月執行役員、2001年4月経営管理部長 兼 総務部長、2002年6月常務取締役、同年6月常務執行役員、平成15年情報システム部担当、2003年4月情報システム部担当、2004年4月重点・強化事業部門担当、2004年6月取締役、2004年10月三和タジマ株式会社 代表取締役社長、2004年10月株式会社田島順三製作所 代表取締役社長、2006年4月執行役員副社長、同年4月グループ本社部門担当、2006年6月代表取締役、2007年10月三和シヤッター工業株式会社 代表取締役社長、2008年4月三和ホールディングス株式会社専務執行役員、同年4月国内事業部門担当、2008年6月取締役、2012年6月三和ホールディングス株式会社監査役、2012年4月三和ホールディングス株式会社取締役退任、2012年6月三和シヤッター工業株式会社監査役、2015年6月三和ホールディングス株式会社監査役退任、および顧問就任、2015年6月三和シヤッター工業株式会社常勤監査役退任、および常勤顧問就任。